# Вилхелм I фон Даун
Вилхелм I фон Даун (на немски: Wilhelm I von Daun; † пр. 1523) е благородник от род фон Даун.

## Произход
Той е син на Дитрих фон Дуне, бургграф на Даун († пр. 1512) и съпругата му Мария фон Даун, собственичка на имението Цифел, дъщеря на Вилхелм фон Даун-Цифел и Евфемия фон Елентц. Внук е на Хайнрих фон Дуне († пр. 1440).

## Фамилия
Вилхелм I фон Даун се жени за Валпургис Кесел фон дер Нойербург, дъщеря на Йохан Кесел фон дер Нойербург и Гертруд фон Зафенберг, дъщеря на граф Йохан III фон Зафенберг-Нойенар († сл. 1397) и графиня Катарина фон Нойенар († сл. 1393), наследничка на Нойенар. Те имат един син:
- Петер фон Даун († пр. 25 януари 1552), господар на Календорн, женен за Катарина фон Шезберг; имат един син:
  - Вилхелм II фон Даун († пр. 8 април 1570), женен 1543 г. за Анна Шенк фон Шмидбург (* 1528; † сл. 1565), дъщеря на Николаус Шенк фон Шмидтбург и Елизабет фон Шварценберг.[4]